# 冰風暴
《冰風暴》（英語：The Ice Storm）是一部1997年的美國劇情電影，由李安執導，根據瑞克·莫迪的1994年同名小說《The Ice Storm》所改編的。主演是瓊·愛倫、凱文·克萊、陶比·麥奎爾、姬絲汀娜·莉芝、伊莱贾·伍德、姬蒂·荷姆絲、格倫·斐茲傑惹、傑米·謝爾丹和雪歌妮·薇佛。

## 劇情
故事設定在1973年感恩節前後，描述康乃狄克州的2個家庭在政治與社會環境變化下的生活。

## 演員
- 凱文·克萊 飾 Ben Hood
- 瓊·愛倫 飾 Elena Hood
- 雪歌妮·薇佛 飾 Janey Carver
- 亨利·科澤尼 飾 George Clair
- 陶比·麥奎爾 飾 Paul Hood
- 姬絲汀娜·莉芝 飾 Wendy Hood
- 伊莱贾·伍德 飾 Mikey Carver
- 亞當·哈恩-博德（英语：Adam Hann-Byrd） 飾 Sandy Carver
- 大衛·克倫荷茨 飾 Francis Davenport
- 傑米·謝爾丹 飾 Jim Carver
- 凱特·波頓（英语：Kate Burton (actress)） 飾 Dorothy Franklin
- 姬蒂·荷姆絲 飾 Libbets Casey
- 格倫·斐茲傑惹（英语：Glenn Fitzgerald） 飾 Neil Conrad
- 艾莉森·珍妮 飾 Dot Halford

## 製作
主體拍攝於1996年4月9日開始，拍攝地包含康乃狄克州和纽约。

## 獎項
- 獲得1997年坎城影展最佳劇本獎、入圍金棕櫚獎
- 獲得英國電影和電視藝術學院最佳女配角獎
- 獲得丹麥影評人協會最佳美國電影獎

## 外部連結
- Official site (Fox Searchlight)（页面存档备份，存于）
- 互联网电影数据库（IMDb）上《The Ice Storm》的资料（英文）
- 爛番茄上《The Ice Storm》的資料（英文）
- 豆瓣电影上《冰風暴》的資料 （简体中文）